# Boulevard 28 de Setembro

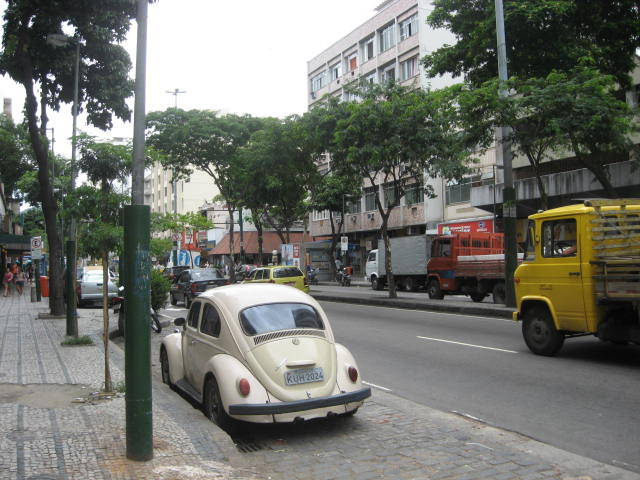
Boulevard 28 de Setembro nos dias atuais

Boulevard 28 de Setembro é um tradicional logradouro e principal eixo do bairro de Vila Isabel, no Rio de Janeiro.

Vila Isabel é berço de poetas e compositores importantes. Teve sempre uma produção musical característica, diferente daquela feita pelos grupos da Zona Sul do Rio de Janeiro, que tinham influência estrangeira. Ao mesmo tempo, a música do bairro também era diferente da do subúrbio carioca. A música era tocada e admirada nos bares Vila Isabel e Ponto Cem Réis. Ao contrário de outros bairros que perderam a boemia com as mudanças urbanas, com a profissionalização dos músicos e com a chegada da indústria do disco, a Vila continua sendo ponto de encontro de músicos e poetas.

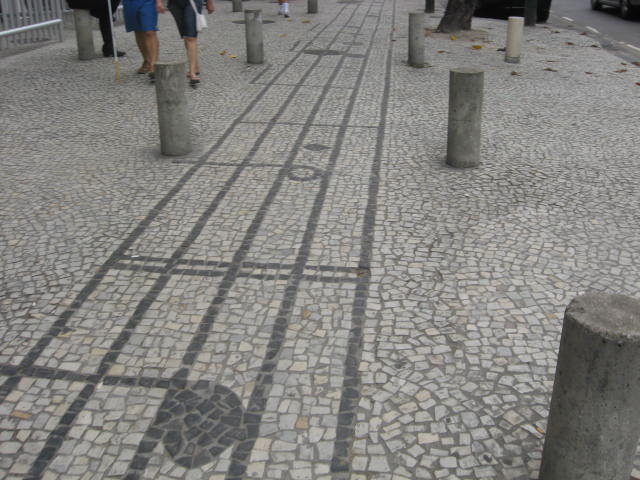
A calçada musical do Boulevard 28 de Setembro

## História
Concebido pelo empresário e abolicionista João Batista Viana Drummond, posteriormente Barão de Drummond, este boulevard foi assim denominado em homenagem à data em que foi assinada a Lei do Ventre Livre pela Regente Princesa Isabel e pelo Visconde do Rio Branco: 28 de setembro de 1871.
O logradouro foi aberto, em 1872, no lugar da antiga Rua dos Macacos, estendendo-se da Rua São Francisco Xavier à Praça Sete de Março (atual Praça Barão de Drummond).
No início do século XX, as suas árvores estavam sempre floridas no canteiro central e era ladeado por chácaras com cercas-vivas. Em 1909, recebeu iluminação e bondes elétricos.
Considerada o berço do samba, em 1929, o Bando dos Tangarás — integrado por Noel Rosa, Almirante, Braguinha, Henrique Brito e Alvinho — a partir da música Na Pavuna, atraiu a atenção popular para o bairro de Vila Isabel. Foram, ainda, os primeiros a introduzir o ritmo de batucada e a percussão nas gravações de discos.
Em 1994, recebeu o "Projeto Boemia", destinado a resgatar o passado boêmio do bairro. Bares com música ao vivo passaram a colocar mesas na calçada, atraindo jovens, famílias e visitantes vindos de longe, para ouvir música brasileira.